# Arrondissement Strasbourg-Campagne
Arrondissement Saverne byl francouzský arrondissement ležící v departementu Bas-Rhin v regionu Alsasko. Členil se dále na 8 kantonů a 104 obcí.

## Kantony
- Bischheim
- Brumath
- Geispolsheim
- Hochfelden
- Illkirch-Graffenstaden
- Mundolsheim
- Schiltigheim
- Truchtersheim